# Sarrameanales
De Sarrameanales vormen een orde van Lecanoromycetes uit de subklasse van Ostropomycetidae. Deze orde bevat volgens sommige bronnen de familie Sarrameanaceae, maar volgens Index Fungorum is dit nog niet eenduidig bepaald (incertae sedis).